# Bougara
Bougara är en ort i Algeriet.   Den ligger i provinsen Blida, i den norra delen av landet, 24 km söder om huvudstaden Alger. Bougara ligger 110 meter över havet och antalet invånare är 63 155.

## Terräng och klimat
Terrängen runt Bougara är varierad.Runt Bougara är det tätbefolkat, med 511 invånare per kvadratkilometer. Närmaste större samhälle är Baraki, 13,9 km norr om Bougara. 